# 모하비의 달
《모하비의 달》(영어: Mojave Moon)은 미국에서 제작된 케빈 다울링 감독의 1996년 로드 무비이다. 대니 아이엘로 등이 출연하였고, 맷 샐린저 등이 제작에 참여하였다.

## 출연진
- 대니 아이엘로
- 앤 아처
- 마이클 빈
- 앤젤리나 졸리
- 앨프리드 몰리나
- 잭 노즈워디
- 잭 노먼
- 피터 맥니콜
- 존 게츠
- 리 애런버그
- 코린 네믹
- 루이스 아켓
- 마이클 베리먼
- 롤란도 몰리나
- 마이클 매시

## 기타 제작진
- 라인 제작: 엘리스 캐츠
- 협력 제작: 레너드 글래서
- 배역: 하이디 레빗, 킴 오천, 메리 버뉴
- 미술: 찰스 드와이트 리
- 의상: 팀 채플